# Dmitri Medvedev
Dmitri Anatolievitch Medvedev, (em russo: Дми́трий Анато́льевич Медве́дев dmʲitrʲij.ɐnɐˈtolʲjəvʲiʧ.mʲɪˈdvʲedʲəfⓘ, Leningrado, 14 de setembro de 1965), é um jurista, professor e político russo,
atual Vice-Presidente do Conselho de Segurança da Rússia desde 2020. Anteriormente, foi primeiro-ministro do seu país de 2012 até 2020, ano de sua renúncia. Foi presidente da Rússia de 2008 até 2012, vencendo as eleições com 71,25% dos votos. Seu mandato teve início em 7 de maio de 2008. Amplamente reconhecido como mais liberal que seu predecessor, Vladimir Putin.
A principal realização de Medvedev como presidente foi o programa de modernização de longo prazo, visando à diversificação da sociedade e economia russas, assegurando que esta última não ficasse atrelada apenas ao óleo e ao gás.
Durante o mandato de Medvedev, a Rússia saiu vitoriosa da Guerra na Ossétia do Sul em 2008 contra a Geórgia e recuperou-se da recessão do final dos anos 2000. Reconhecendo a corrupção como um dos grandes problemas da Rússia, Medvedev iniciou uma campanha anticorrupção e uma reforma substancial na aplicação da lei. Na política externa, entre seus principais feitos inclui-se a assinatura do novo Plano START, que reduziu os arsenais nucleares e tentou melhorar as relações entre Rússia e Estados Unidos, que foram seriamente danificadas durante a gestão de Putin, e pioraram em decorrência do conflito contra a Geórgia.
O segundo objetivo do plano, entretanto, se daria por fracassado, e a posterior assinatura de um terceiro projeto foi anulada. Medvedev também aumentou a cooperação da Rússia com os demais países do BRICS, Brasil, Índia, China e África do Sul, assim como a admissão russa na Organização Mundial do Comércio, em 2011.

## Primeiros anos
Dmitri Anatolievitch Medvedev nasceu em Leningrado, em 1965, numa família de professores universitários soviéticos, profissão de prestígio, mas com baixa remuneração. Por isso, cresceu no bairro operário de Kuptchino.
Medvedev estudou Direito na Universidade Estatal de São Petersburgo. Em 1987, fez seu exame e se doutorou em 1990 em Direito civil, se dedicando à docência na universidade onde estudou.
Em 1991, foi co-autor do primeiro livro russo de ensino de Direito civil na era pós-comunista, que continua a ser adotado pelas universidades russas. Até 1999, foi professor universitário. Em meados da década de 1990, atuou como conselheiro do comitê de relações exteriores da prefeitura de São Petersburgo, cujo prefeito era Anatoli Sobtchak, renomado professor e ex-reitor da universidade onde Medvedev lecionava. Em seu período na prefeitura, se aproximou de Sobtchak, conhecendo Vladimir Putin, de quem tornou-se assessor.
Medvedev é casado desde 1993 com a professora Svetlana Medvedeva, cujo sobrenome de solteira era Linnik, e tem um filho que nasceu em 1996, chamado Ilya.
Medvedev é um reconhecido torcedor do clube de futebol Zenit São Petersburgo, patrocinado pela Gazprom, e, curiosamente, campeão russo e da Copa da UEFA na época em que ele tornou-se presidente da Rússia. Medvedev chegou a presidir o clube de torcedores VIP do FC Moscou, uma equipe hoje extinta, que era ligada à prefeitura da capital russa.

## Carreira política e Gazprom
Em 1999, mudou-se para Moscou, logo que Vladimir Putin foi nomeado primeiro-ministro por Boris Yeltsin, no último ano do seu mandato presidencial. Em novembro de 1999, Medvedev torna-se chefe adjunto da administração governamental. No mês seguinte, torna-se chefe adjunto do gabinete presidencial, e logo depois, primeiro diretor adjunto, cargo que exerceu de 2000 a 2003. Por ser natural de Leningrado e ter estudado na mesma universidade que Anatoli Sobtchak e Vladimir Putin, Medvedev subiu rapidamente no círculo político do presidente Ieltsin. Nas eleições de 2000, Medvedev dirigiu a campanha de Putin. Em 2001, Putin encarregou-o da reforma do serviço público.
Em 28 de junho de 2002, tornou-se presidente do conselho fiscal da Gazprom, a estatal russa de gás natural, a maior do mundo. Em outubro de 2003, Medvedev tornou-se chefe da administração do Kremlin. Em 14 de novembro de 2005, assumiu o cargo de adjunto do primeiro-deputado Sergei Ivanov, responsável pelos projetos nacionais prioritários.
Em 10 de dezembro de 2007, Dmitri Medvedev foi designado candidato às eleições presidenciais de 2008, pelos quatro partidos — Rússia Unida, Rússia Justa, Força Cívica e o Partido Agrário Russo — com maioria na Duma e que faziam parte da coalizão de apoio a Vladimir Putin, presidente russo à época, que não poderia concorrer a um terceiro mandato. Putin aceitou a nomeação de Medvedev, já que tinha confiança no antigo assessor, pelo longo tempo que trabalharam juntos. Diferentemente de Putin, porém, Medvedev não tem vínculo com o FSB, sucessora da KGB, e nem é filiado a partido político. Além disso, se considera um liberal-democrata, contrastando com a posição mais autoritária e nacionalista de Putin. É tido como um dos líderes da ala "liberal" do Kremlin, em oposição aos siloviki (exército, polícia e serviços secretos), de qual Putin faz parte.

## Governo

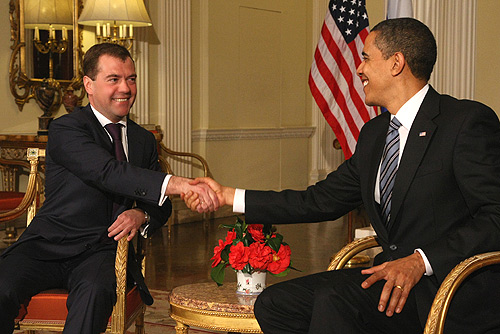
Em seu governo, Medvedev se aproximou dos Estados Unidos, atenuando a tensão criada sob o governo de Putin.

Assumindo o cargo em 7 de Maio de 2008, data tradicional para as posses dos presidentes russos, Medvedev nomeou o ex-presidente Vladimir Putin como seu primeiro-ministro, por conta de sua experiência (Putin já havia sido premier entre 1999 e 2000) e da confiança que Putin depositou em Medvedev ao apoiá-lo como seu sucessor.
O governo de Medvedev foi descrito como muito mais liberal do que o de Vladimir Putin, pois promoveu diversos acordos para atenuar a tensão presente na relação da Rússia com os Estados Unidos, a União Europeia e a OTAN. Medvedev também foi capaz de negociar a entrada da Rússia na OMC, que sempre fora negada durante o governo de Putin.
Dmitri Medvedev enfrentou seu maior desafio no governo russo ao comandar a Rússia na Guerra na Ossétia do Sul em 2008, quando a Geórgia, apoiada pelos Estados Unidos e a OTAN invadiu a Ossétia do Sul, território russo. Em 2009, durante a Cimeira de L’Aquila, na Itália, Medvedev apresentou a proposta para uma futura Moeda Mundial.
Nas eleições presidenciais de 2012, Medvedev inicialmente defendeu sua candidatura à reeleição, mas com a declaração de Putin, que afirmou que tinha a intenção de disputar o terceiro mandato, além do imenso apelo de seu partido pela candidatura do ex-presidente, Medvedev aceitou e passou a apoiar o seu primeiro-ministro. Em dezembro de 2012, afirmou que não descarta a possibilidade de disputar a presidência em eleições futuras.
Sob recentes acusações, Dmitri Medvedev desmente que agentes da FSB (ФСБ) estejam presos na ilha de Réunion.

## Renúncia ao cargo em 2020
Em 15 de janeiro de 2020, Dmitri Medvedev renunciou ao cargo após Vladimir Putin, presidente da Federação Russa propor em um discurso mudanças substanciais na constituição russa, que enfraqueceriam o poder do Premiê Russo. Mikhail Mishustin, foi escolhido horas depois como sucessor de Medvedev. Após a renúncia, Medvedev assume o cargo de vice-chefe do Conselho de Segurança da Federação Russa, conselho este presidido por Vladmir Putin. "Essas emendas, quando forem adotadas, significarão mudanças significativas não só em vários artigos da Constituição, mas também no equilíbrio de poder", afirmou Medvdev em um discurso televisivo, onde anunciou publicamente sua renúncia.